# Ivan Kapec
Ivan Kapec (Zagreb, 1970.) je hrvatski jazz gitarist i skladatelj. 

## Životopis
Ivan Kapec završio je srednju Glazbenu školu Vatroslav Lisinski u Zagrebu, gdje je maturirao na odsjeku za jazz i popularnu glazbu. Od 1990-ih aktivno se bavi jazzom i elektroničkom glazbom. Svirao je u brojnim jazz sastavima (Ten Directions, Mirokado Orchestra, Kvartet Groovie, Mediteran Trio, itd.). Od 2001. vodi autorski trio s kojim je snimio dva albuma „Lancun“ i „Bava“ od kojih je posljednji bio nominiran za diskografsku nagradu Porin za najbolji jazz album 2003. Osnivač je i multimedijalne skupine TrianguliZona s kojom nastupa na mnogobrojnim festivalima u Hrvatskoj i u inozemstvu. Ta je skupina 2008. objavila album Flossy za portugalskog internetskog nakladnika (engl. netlabel) TestTube. Od 2009. vodi future jazz sastav Capisconne Electro Unity, koji je do danas objavio tri internetska izdanja za razne internetske nakladnike, primjerice Dubmission i Breathe Compilations. Suautor je eksperimentalnog projekta Kapec Labosh Duo koji djeluje od 2010. U suradnji s Borko Rupenom osniva elektro-akustični improvise duo “Sonic Diptych”. EP “Activity”, sastava Capisconne objavljen je za meksičku net etiketu “Breathe Compilation“. Taj album svrstan je među pet najboljih Creative Commons albuma u 2009. Godine 2011. surađuje s rumunjskim etno ansamblom “Anton Pann Band” iz čega je nastao album “Emerging Landscapes”. 2014 Capisconne objavljuje hvaljeni album “Time traveling”, za koji je opširnu bilješku na CD-u napisao novinar portala “All About Jazz” John Kelman. 2020. albumom "Crta" nominiran je u sve tri jazz kategorije za diskografsku nagradu Porin. Kapecove skladbe izvodili su i Big Band HRT-a, Ratko Vojtek i Varaždinski komorni orkestar. Osim u Hrvatskoj, Ivan Kapec je nastupao i u Sloveniji, Njemačkoj, Švicarskoj, Bosni i Hercegovini, SAD-u, Češkoj, Švedskoj, Turskoj i Italiji. S pjevačicom i glumicom Majom Posavec kreira vrlo uspješan program "Večer s Cohenom"  gdje se izvode pjesme Leonarda Cohena.  U posljednje vrijeme vodi sessione electro-jazza pod nazivom „Sunrise Sessions“ kao novu platformu za razvoj kreativne scene improvise glazbe u Hrvatskoj. Zajedno s Jankom Novoselićem, s kojim svira u grupi Kozmodrum, pokrenuo je izdavačku kuću Zona Muzika. Ivan je pisao za časopis WAM i uređivao je temat o glazbi u časopisu Quorum. Također uređuje i radio emisiju „Jazzolovka“ koja promovira novu improvise i jazz glazbu u regiji. 

## Diskografija
- 2000. – Ten Directions: Vitro – Aquarius Records
- 2001. – Ivan Kapec Trio: Lancun – Dancing Bear[1]
- 2003. – Ivan Kapec Trio: Bava – Dancing Bear[2]
- 2006. – TrianguliZona: Live in Kset – Revolucija
- 2008. – TrianguliZona: Flossy – Testtube[3]
- 2009. – Capisconne Electro Unity: Activity – Breathe Compilations[4]
- 2010. – Kapec Labosh Duo: Loop Chamber Music – Samizdat[5]
- 2011. – Capisconne Electro Unity & Anton Pann Band: Emerging landscapes – Nomad[6]
- 2012. – Ivan Kapec: The path of love – Testtube[7]
- 2014. - Capisconne : Time traveling - Dancing Bear[8]
- 2017. - Capisconne : Razor - Nota bene[9]
- 2018. - Ivan Kapec - Miro Kadoić: Night out - Nota bene[10]
- 2019. - Maja Posavec & Ivan Kapec: Večer s Cohenom - Aquarius Records
- 2020. - TrianguliZona: Making new directions - Nota bene
- 2020. - Ivan Kapec 5tet: Crta - Nota bene / Zona Muzika
- 2022. - Ivan Kapec: Aligatori - Croatia Records
- 2024. - Ivan Kapec 5tet: Interlocari - Nota bene / Zona Muzika

## Ostalo
- "Polagana predaja" - glazbenik (sa Žanom Jakopač, Jurom Novoselić, Tinom Ostreš, Mariom Mavrin, Nevenom Mijač, Davorom Rocco i gudačkim kvartetom Rucner) (2001.)

## Vanjske poveznice
- Ivan Kapec - službene stranice (engl.)
- Bandcamp page  Arhivirana inačica izvorne stranice od 13. prosinca 2013. (Wayback Machine) (engl.)